# Maro nearcticus
Maro nearcticus är en spindelart som beskrevs av Charles Denton Dondale och Buckle 200. Maro nearcticus ingår i släktet Maro och familjen täckvävarspindlar. Inga underarter finns listade i Catalogue of Life.